# Hamirpur (Uttar Pradesh)
Pour les articles homonymes, voir Hamirpur.
Hamirpur est une ville indienne située dans le district d'Hamirpur dans l’État de l'Uttar Pradesh. En 2011, sa population était de 38 035 habitants.

## Source de la traduction
- (en) Cet article est partiellement ou en totalité issu de l’article de Wikipédia en anglais intitulé « Hamirpur, Uttar Pradesh » (voir la liste des auteurs).